# 에블린 브렌트

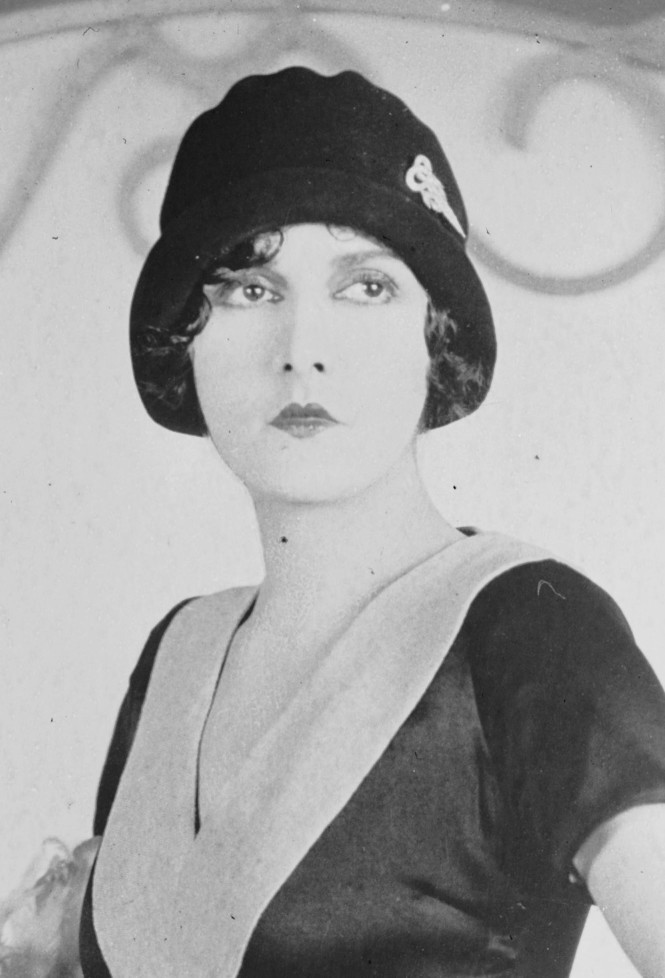

에블린 브렌트(Evelyn Brent, 1901년 10월 20일 ~ 1975년 6월 4일)는 미국의 연극 배우, 텔레비전 배우, 영화배우이다.
탬파에서 태어났으며 로스앤젤레스에서 사망하였다. 사인은 심근 경색이다.

## 영화
- 발 류튼: 그림자 속의 사나이 (2007년)
- 일곱 번째 희생자 (1943년)
- 하이 프레셔 (1932년) - 프란신 데일 역
- 파라마운트 온 퍼레이드 (1930년)
- 브로드웨이 (1929년)
- 최후의 명령 (1928년)
- 암흑가 (1927년)